# Sympycnus graciliventris
Sympycnus graciliventris är en tvåvingeart som beskrevs av Vanschuytbroeck 1951. Sympycnus graciliventris ingår i släktet Sympycnus och familjen styltflugor.
Artens utbredningsområde är Kongo. Inga underarter finns listade i Catalogue of Life.